# USA Hockey
 (décembre 2014).
Si vous disposez d'ouvrages ou d'articles de référence ou si vous connaissez des sites web de qualité traitant du thème abordé ici, merci de compléter l'article en donnant les références utiles à sa vérifiabilité et en les liant à la section « Notes et références ».
Hockey États-Unis ou USA Hockey est la fédération nationale pour le hockey sur glace amateur aux États-Unis et une organisation membre de la Fédération internationale de hockey sur glace (FIHG). Le siège social de l'organisation est situé dans la ville de Colorado Springs, au Colorado et comptait 520 000 membres pour la saison 2014-2015. En concertation avec Hockey Canada, USA Hockey est l'une des deux associations membres de la FIHG qui utilise son propre livre des règlements plutôt que de suivre les règlements standards de la FIHG. Le USA Hockey Rules and Casebook of Ice Hockey (le livre des règlements du hockey sur glace de USA hockey) est mis à jour tous les deux ans durant les années paires. Durant les années mortes, une mise en évidence ("rules emphasis") des ajouts aux règlements est publié à titre d'addendum pour le livre des règlements, et durant les années où l'on permet les changements au livre, tout officiel peut suggérer une nouvelle modification à un règlement au Conseil des règlements du USA Hockey.
USA Hockey gère le championnat national masculin de niveau Tiers I et Tiers II et le championnat national féminin de tous les niveaux. Il gère également les compétitions de championnat de niveau Junior A, B et C des ligues masculines, et un total de 10 championnats de hockey masculin (National, Élite, Élite sans mises en échec, 30 ans et plus, 40 ans et plus, 50 ans et +plus 3 ligues de niveau-rec, 2 niveaux novices).
La Fédération USA Hockey gère également les festivals Select 15's, 16's et 17's pour les joueurs d'élite qui entrent à l'école secondaire, le Labatt Blue Pond Hockey Championships pour les joueurs adultes et le camp annuel de direction et d'administration pour les entraîneurs de haut niveau et les officiels évoluant sur la surface de jeu.
Enfin, elle administre le US National Team Development Program (programme de développement de l'équipe nationale) dont le siège social est situé dans la ville de Ann Arbor, au Michigan et qui est composé d'un groupe de joueurs sélectionnés et triés parmi les joueurs les plus talentueux des États-Unis. Cette équipe participe à la North American Hockey League (NAHL) ainsi que dans la United States Hockey League en plus d'être une organisation sportive participant au championnat collégial de la  NCAA Division I et dans diverses compétitions internationales. Il n'est pas rare de voir un nombre important de joueurs du programme américain faire leur entrée dans la LNH ou être sélectionnés dans l'équipe des États-Unis.
Lors du repêchage d'entrée dans la LNH 2006, six choix de première ronde (incluant le premier choix Erik Johnson) étaient des membres du programme américain NTDP.

## Districts
USA Hockey a divisé son organisation en districts géographiques suivants afin de maintenir un meilleur contrôle sur les activités du hockey sur glace au niveau régional:
- Alaska
- Atlantic
- Central
- Massachusetts
- Michigan
- Mid-American
- Minnkota
- New England
- New York
- Pacific
- Rocky Mountain
- Southeastern